# Capitão William
William Carvalho da Silva, conhecido como Capitão William (São Paulo, 16 de novembro de 1954) foi um levantador e capitão da seleção brasileira de vôlei por muitos anos, fazendo parte da denominada Geração de Prata.

## Carreira

### Como jogador
Começou a treinar vôlei no Clube de Regatas Tietê (São Paulo). Em 1971 transferiu-se para Santo André (SP), onde começou a treinar na equipe juvenil da Pirelli. No ano seguinte, foi convocado para seleção brasileira juvenil que venceu o Campeonato Sul-Americano. Em, 1973 estreou na seleção brasileira adulta.
Ao longo dos anos 1970, jogou em clubes como o Randi e Aramaçan (Santo André) e Paoletti (Itália). Nesse período conquistou (jogando pela seleção brasileira) a medalha de prata nos Jogos Pan-Americanos do México (1975) e San Juan (1979) e medalha de ouro nos Sul-Americanos de 1975, 1977 e 1979.
Em 1979 volta para Pirelli, onde venceu oito campeonatos Paulista seguidos (1981 a 1988).
Em 1982, sua geração começa a trilhar o caminho de sucesso que alcançou hoje o voleibol brasileiro. Conquistou a medalha de prata no Mundial da Argentina (1982), perdendo a final para a fortíssima equipe soviética.
O ápice, porém, foi nas Olimpíadas de Los Angeles (EUA), em 1984, quando, ao de Renan, Bernard, Xandó, Montanaro, Amauri, conquistou a medalha de prata, perdendo a final para a equipe norte-americana por 3x0. Participou de quatro Olimpíadas (Montreal 1976, Moscou 1980, Los Angeles 1984 e Seul 1988).
Popularizou, com Montanaro, o saque Viagem ao Fundo do Mar, para rivalizar com o saque Jornada nas Estrelas de Bernard.
No auge da popularidade do vôlei nos anos 1980, chegou a editar a revista Saque, especializada em voleibol. Gravou a música As Noviças do Vício com a cantora Rita Lee .

#### Clubes defendidos
- C. R. Tietê
- Randi E. C.
- C. A. Aramaçan
- Paoletti (ITA)
- Clube Atlético Pirelli

### Como treinador
Após encerrar carreira como jogador, partiu para a carreira de treinador. Foi técnico da Uniban (campeão da Superliga 1998/99), do MRV/Minas, do Açúcar União/São Caetano e do Brasil Telecom/Brasília. Hoje é técnico do São Bernardo que disputa a Super Liga B.

## Conquistas

### Pela Pirelli
- Campeonato Paulista de 1981 a 1988
- Campeonato Brasileiro de 1980, 1982, 1983 e 1988
- Campeonato Sul-americano de 1981 e 1983
- Copa Brasil de 1985 e 1987
- Campeonato Intercontinental de 1983 e 1984
- Campeonato Mundial de 1984

### Pela seleção brasileira
- Prata no Mundial de 1982
- Prata na Olimpíada de Los Angeles, 1984
- Campeão sul-americano de 1972, 1973, 1975, 1977, 1979, 1981, 1983 e 1985
- Ouro no Pan-Americano de Caracas, 1983
- Prata nos Jogos Pan-Americanos da Cidade do México, 1975, e San Juan 1979
- Vice-campeão mundial em 1982
- Bronze na Copa do Mundo de 1981
- Campeão do Mundialito de 1982 e 1984

## Vida pessoal
É casado com Ciça, também ex-jogadora de vôlei da Pirelli e da seleção brasileira, e pai de Stephany, também jogadora de vôlei da equipe de São Bernardo, treinado por seu pai.